# Soning
Soning (originaltitel Atonement) er en britisk dramafilm fra 2007, instrueret af Joe Wright og baseret på Ian McEwans roman af samme navn. I hovedrollerne er James McAvoy, Keira Knightley, Saoirse Ronan, Romola Garai og Vanessa Redgrave.

## Medvirkende
- Keira Knightley	– 	Cecilia Tallis
- James McAvoy	– 	Robbie Turner
- Saoirse Ronan – 	Briony Tallis (13 år)
- Romola Garai – 	Briony Tallis (18 år)
- Vanessa Redgrave – 	Briony Tallis d.e.
- Harriet Walter	– 	Emily Tallis
- Brenda Blethyn	– 	Grace Turner
- Julia West	– 	Betty
- Juno Temple	– 	Lola Quincey
- Felix von Simson	– 	Pierrot Quincey
- Charlie von Simson	– 	Jackson Quincey
- Alfie Allen	– 	Danny Hardman
- Patrick Kennedy	– 	Leon Tallis
- Benedict Cumberbatch	– 	Paul Marshall